# Kwonkan dissitus
Espèce
Kwonkan dissitus est une espèce d'araignées mygalomorphes de la famille des Anamidae.

## Distribution
Cette espèce est endémique d'Australie-Méridionale. Elle se rencontre vers le lac Eyre.

## Description
La carapace du mâle holotype mesure 7,0 mm de long sur 6,5 mm.

## Systématique et taxinomie
Cette espèce a été décrite par Harvey, Wilson et Rix en 2023.

## Publication originale
- Harvey, Wilson & Rix, 2023 : « Three new species of the open-holed trapdoor spider genus Kwonkan (Mygalomorphae: Anamidae) from central Australia. » Australian Journal of Taxonomy, vol. 21, p. 1-9 (texte intégral).